# 선덕여왕릉
선덕여왕릉(善德女王陵)은 대한민국 경상북도 경주시 보문동에 있는 신라의 왕릉이다. 1969년 8월 27일 대한민국의 사적 제182호로 지정되었다.

## 개요
신라 최초의 여왕이자 27대 왕인 선덕여왕(재위 632∼647)의 무덤이다. 높이 6.8m, 지름 23.6m의 둥글게 흙을 쌓은 원형 봉토무덤으로, 밑둘레에 자연석을 이용하여 2∼3단의 둘레돌을 쌓았다.
선덕여왕은 아들이 없던 진평왕(재위 579∼632)의 딸로서 어릴때부터 총명하여 나라의 일을 같이 보는등 아들이 없던 진평왕은 선덕여왕을 일찍이 눈여겨보곤 했다.  첨성대와 분황사, 황룡사 9층탑 등을 세웠으며, 김유신, 김춘추와 더불어 삼국통일의 기초를 닦았다.
『삼국사기』에 의하면 여왕이 죽거든 부처의 나라인 도리천에 묻어 달라고 하였으나 신하들이 이해를 못하자 여왕이 직접 도리천이 낭산(狼山) 정상이라 알려주었다. 문무왕이 삼국통일을 한 후 낭산에 사천왕사를 지었고, 낭산의 정상이 도리천이라 한 여왕의 뜻을 알게 되었다고 전해진다.

## 같이 보기
- 신라 선덕여왕

## 참고 자료
- 선덕여왕릉 - 국가유산청 국가유산포털